# Inguna Butane
 (février 2017).
Inguna Butane née le 24 février 1986, à Riga (Lettonie), est un mannequin letton.

## Biographie
Inguna Butane commence sa carrière en 2003, en défilant pour Fendi. L'année suivante, elle est l'égérie publicitaire de Armani Jeans.
En 2005, elle pose en couverture de Vanity Fair, Harper's Bazaar Russie, L'Officiel russe et du supplément beauté de Vogue Italia. Elle pose pour Dolce&Gabbana, sous l'objectif de Steven Meisel.
En 2006, elle devient l'égérie de Bottega Veneta et Yves Saint Laurent Beauté. Elle apparaît aussi dans une publicité de Carolina Herrera, et défile pour Alexander McQueen et BCBG Max Azria. Elle est en couverture de Vogue Deutschland et dans des éditoriaux de Harper's Bazaar et Allure.
En 2007, elle défile pour Michael Kors, Yohji Yamamoto, Gucci, Versace, Oscar de la Renta, Ralph Lauren Zac Posen, Anne Valérie Hash, Christian Dior, John Galliano, Valentino et Viktor & Rolf. Elle pose pour les marques Escada et Brooks Brothers, ainsi que pour les magazines Harper's Bazaar et Vogue España.
En 2008, elle fait la publicité de Malene Birger (en). Elle défile pour Michael Kors, Chanel, Christian Dior, Elie Saab, Valentino et Victoria's Secret. Elle apparaît dans des éditoriaux de Marie Claire, Dazed & Confused et Allure.
En 2009, elle pose pour les marques Furla et Anne Klein (en) et pour le magazine Revue des Modes. Elle est en couverture du supplément bijoux de Vogue España. Elle défile pour Chanel.
En 2010, elle quitte son agence Women Management pour signer avec Marilyn Agency. Elle est dans un éditorial de Vogue Mexico.
En 2011, elle défile pour Bottega Veneta. Elle pose pour les magazines Vogue Mexico, Velvet et Harper's Bazaar.
En 2012, elle fait la publicité de Orofluido et J.Crew. Elle est en couverture de Mojeh.
En 2013, elle pose pour J.Crew et Vince Camuto (en). Elle fait la couverture de Vogue España, et est dans un éditorial de S Moda for El País.
En 2014, elle est le visage du parfum Femme de Vince Camuto. Elle pose pour les magazines Revue des Modes et Harper's Bazaar Spain.